# Прохоровка (Шарлицький район)
Про́хоровка (рос. Прохоровка) — село у складі Шарлицького району Оренбурзької області, Росія.
У села знаходиться комплекс курганів IV—III століть до н. е., розкопаних Сергієм Руденком. На основі Прохорівських курганів була виділена сарматська культура.

## Населення
Населення — 4 особи (2010; 14 у 2002).
Національний склад (станом на 2002 рік):
- росіяни — 93 %